# Vernon Dixon
Vernon Dixon (— Torremelinos, 14 de junho de 2009) é um diretor de arte estadunidense. Venceu o Oscar de melhor direção de arte em três ocasiões: por Oliver!, Nicholas and Alexandra e Barry Lyndon.